# Amtsgericht Bärwalde (Kreis Neustettin)
Das Amtsgericht Bärwalde war ein preußisches Amtsgericht mit Sitz in Bärwalde, Provinz Pommern.

## Geschichte
In Bärwalde bestand von 1849 bis 1879 die Gerichtskommission Bärwalde des Kreisgerichts Neustettin. Das königlich preußische Amtsgericht Bärwalde wurde mit Wirkung zum 1. Oktober 1879 als eines von zwölf Amtsgerichten im Bezirk des Landgerichtes Köslin im Bezirk des Oberlandesgerichtes Stettin gebildet. Der Sitz des Gerichtes war Bärwalde. Sein Gerichtsbezirk umfasste aus dem Kreis Neustettin den Stadtbezirk Bärwalde und die Amtsbezirke Cölpin, Groß-Crössin, Lucknitz, Raseband, Osterfelde, Priebkow und Zülkenhagen sowie der Gemeindebezirk und Gutsbezirk Zuch aus dem Amtsbezirk Grünewald. Am Gericht bestand 1880 eine Richterstelle. Das Amtsgericht war damit ein kleines Amtsgericht im Landgerichtsbezirk.
Im Jahre 1945 wurden der größte Teil Pommerns, darunter der Sprengel des Amtsgerichtes Bärwalde, unter polnische Verwaltung gestellt und die deutschen Bewohner vertrieben. Damit endete die Geschichte des Amtsgerichtes Bärwalde.